# Johannes Britze
Johannes August Marius Britze (19. februar 1895 i Berlin – 22 juli 1960 i København) var en tysk-dansk gravør, grafiker, maler og skulptør. Han er primært kendt som våbenmaler og ekslibriskunstner.
Britze var søn af gravøren Friedrich Britze og flyttede med sine forældre til København 1910. Han gik på Det tekniske Selskabs Skole i København 1911-1914 samt på Kunstakademiet 1914 og 1918-1920. Han graverade samtlige danske frimærker mellem 1933-1944. 
Britze blev i 1940 ansat som Ordenskapitlets våbenmaler. Han har også bidraget til Danmarks Adels Aarbog. Britze blev, formentligt på grund af hans tyske oprindelse, afskediget i 1945. Han var i maj 1945 arresteret og tilbageholdt i mindre end et døgn.